# Aidu
Aidu este o arie protejată (arie specială de conservare — SAC, sit de importanță comunitară — SCI) din Estonia întinsă pe o suprafață de 315,6 ha, integral pe uscat.

## Localizare
Centrul sitului Aidu este situat la coordonatele 58°41′52″N 26°13′26″E / 58.6978°N 26.2239°E.

## Înființare
Situl Aidu a fost declarat sit de importanță comunitară în aprilie 2004 pentru a proteja 1 specie de plante. Situl a fost protejat și ca arie specială de conservare în august 2004.

## Biodiversitate
Situată în ecoregiunea boreală, aria protejată conține 2 habitate naturale: Taiga vestică, Păduri fino-scandinave bogate în ierburi cu Picea abies.
La baza desemnării sitului se află o specie protejată de  plante: papucul doamnei (Cypripedium calceolus).
Pe lângă speciile protejate, pe teritoriul sitului au mai fost identificate 5 specii de plante, 1 specie de păsări, 1 specie de amfibieni, 1 specie de mamifere.